# Carlos Brizzola
Carlos Américo Brizzola Carassus (Santos Lugares, Buenos Aires, Argentina; 20 de octubre de 1956) es un exfutbolista argentino. Jugaba de delantero y su primer club fue Banfield. Tiene 68 años y desarrolló su carrera tanto en España como en su país natal.

## Carrera
Comenzó su carrera en 1976 jugando para Banfield. Jugó para ese club hasta 1977. En ese año se fue al Sevilla FC. En ese mismo año se marchó al Algeciras CF. Se mantuvo en ese equipo hasta 1979. En ese año se fue a la UD Salamanca, en donde jugó hasta el año 1983. En 1984 se pasó a los bandos del Deportivo de La Coruña. Juega para ese club hasta 1985. En ese año se pasó a las filas del Cartagena FC, en donde estuvo hasta 1988. Ese año se trasladó al CF Gandia, club en el cual se retira en 1989.

## Clubes
| Club                   | País      | Año       |
| ---------------------- | --------- | --------- |
| Banfield               | Argentina | 1976-1977 |
| Sevilla F. C.          | España    | 1977      |
| Algeciras C. F.        | España    | 1977-1979 |
| U. D. Salamanca        | España    | 1979-1983 |
| Deportivo de La Coruña | España    | 1984-1985 |
| Cartagena F. C.        | España    | 1985-1988 |
| C. F. Gandia           | España    | 1988-1989 |